# Calanthe rosea
Calanthe rosea  es una especie de orquídea de hábito terrestre originaria  de Asia. 

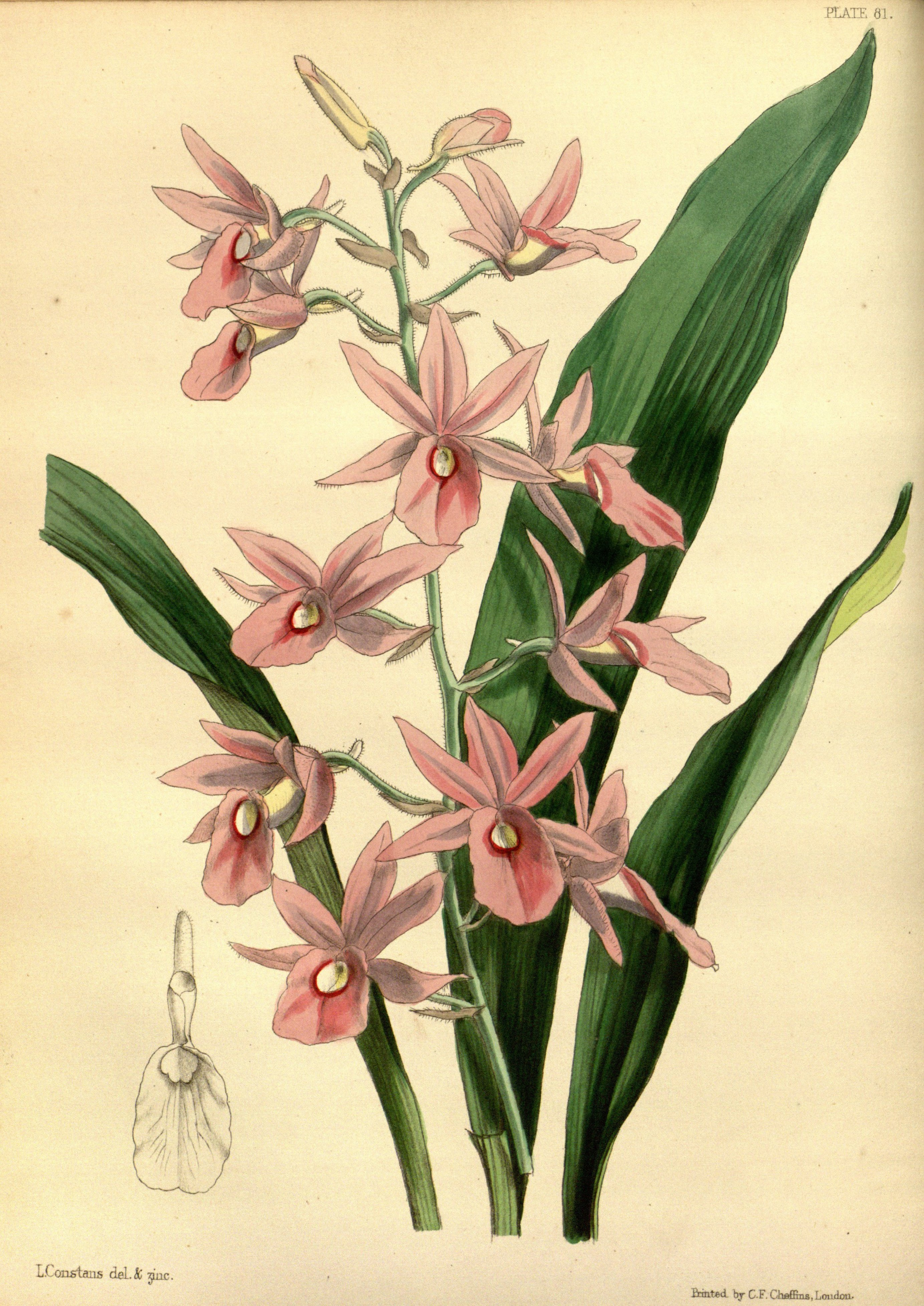
Ilustración

## Descripción
Es una orquídea de tamaño pequeño, con creciente hábito terrestre o epífita  con pseudobulbos elípticos a fusiformes que llevan hojas caducas, oblongo-lanceoladas, plegadas, glabras. Florece en el otoño y el invierno en una inflorescencia erecta de 75 cm  de largo, erguida a arqueada,  con 7 a 15 flores en un  racimo suelto que aparecen después de la caída de hojas y antes de que las nuevas hojas comiencen a aparecer.

## Distribución y hábitat
Se encuentra en el Birmania y Tailandia en una altitud de alrededor de 100 metros.   

## Taxonomía
Calanthe rosea fue descrita por (Lindl.) Benth. y publicado en Journal of the Linnean Society, Botany 18: 309. 1880.
Etimología
Ver: Calanthe
rosea epíteto latíno que significa "de color rosa".
Sinonimia
- Alismorchis rosea (Benth.) Kuntze
- Alismorkis rosea (Lindl.) Kuntze
- Limatodis rosea Lindl.[1][3][4]